# Lipołata
Lipołata (lit. Liepalotai) – kolonia na Litwie, w okręgu wileńskim, w rejonie wileńskim, w gminie Bezdany.

## Historia
W dwudziestoleciu międzywojennym gajówka Lipołata leżała w Polsce, w województwie wileńskim, w powiecie wileńsko-trockim, w gminie Niemenczyn. W 1931 miejscowość liczyła 22 mieszkańców, zamieszkałych w 3 budynkach.
Po II wojnie światowej w granicach Związku Sowieckiego. Od 1991 na niepodległej Litwie.